# Estats de l'Imperi Alemany (1871-1914)

Mapa del estats de l'Imperi Alemany.

L'Imperi alemany originalment estava format per 27 Estats (Statten, o també Bundestaatten, és a dir, Estats federats). Majoritàriament, tots ells havien format part de la Confederació d'Alemanya del Nord. Més endavant, el 1876 la xifra total va passar a ser de 26, Estats quan el Ducat de Saxònia-Lauenburg és incorporat a Prússia. Precisament aquest últim regne era el Land més gran de tots els estats que formaven el II Reich. Tots ells tenien dret de vot al Bundesrat, institució que els donava representació a nivell federal.
Alguns d'aquests Estats van aconseguir la sobirania arran de la dissolució del Sacre Imperi Romano Germànicamb les Guerres Napoleòniques. Uns altres, es van constituir com a Estats sobirans després del Congrés de Viena del 1815. No necessàriament hi havia una continuïtat territorial en alguns d'aquests Estats per raons històriques o dinàstiques. Era el cas, per exemple, de Baviera o d'Oldenburg.

## Regnes
- Regne de Prússia (alhora, subdividit en províncies)
- Regne de Baviera
- Regne de Saxònia
- Regne de Wurtemberg

## Grans Ducats
- Gran Ducat de Baden
- Gran Ducat de Hesse
- Gran Ducat de Mecklenburg-Schwerin

- Gran Ducat de Saxònia-Weimar-Eisenach (des del 1877, anomenat Gran Ducat de Saxònia)

- Gran Ducat de Mecklenburg-Strelitz

- Gran Ducat d'Oldenburg

## Ducats
- Ducat de Brunswick
- Ducat de Saxònia-Altenburg
- Ducat de Saxònia-Meiningen
- Ducat de Saxònia-Coburgo-Gotha
- Ducat d'Anhalt
- Ducat de Saxònia-Lauenburg (fins al 1876, poc temps després és incorporat a Prússia)

## Principats
- Principat de Schwarzburg-Sondershausen
- Principat de Schwarzburg-Rudolstadt
- Principat de Waldeck-Pyrmont
- Principat de Reuss-Greiz (Línia major)
- Principat de Reuss-Gera (Línia menor)
- Principat de Schaumburg-Lippe
- Principat de Lippe

## Ciutats Lliures i Hanseátiques
A diferència de les monarquies esmentades més amunt, aquestes ciutats estats constitucionalment estaven constituïdes com a repúbliques.
- Ciutat Lliure i Hanseàtica de Lübeck
- Ciutat Lliure i Hanseàtica de Bremen
- Ciutat Lliure i Hanseàtica d'Hamburg

## Territoris imperials (Reichsland)
A diferència de tots els altres Estats constituents esmentats abans, aquesta regió comprenia el territori cedit per França el 1871 arran de la fi de la Guerra francoprussiana i ratificat pel Tractat de Frankfurt del mateix any. Inicialment aquesta antiga regió francesa s'incorporà al tot just proclamant II Reich com a Territori Imperial (Reichsland) fins que el 1911 és elevat a la categoria d'Estat.
- Alsàcia-Lorena